# Heinrich Krempel
Heinrich Krempel (* 8. März 1860 in Kreuznach; † 26. Dezember 1935 in Wien) war ein Bergsteiger, Mitbegründer des Alpinen Rettungsausschusses Wien und langjähriger Funktionär des Österreichischen Alpenklubs.

## Biografie
Nach umfangreichen Reisen, die ihn bis nach Südamerika führten, ließ er sich im Alter von 30 Jahren in Wien nieder, wo er eine zweite Heimat fand und seine Liebe zu den Bergen entdeckte. Auf Grund seiner sportlichen Begabung war er bald als Bergsteiger erfolgreich und trat 1892 dem Österreichischen Alpenklub bei.
An der Gründung des Alpinen Rettungsausschusses Wien (ARAW) im Jahr 1896 war Heinrich Krempel maßgeblich beteiligt. Er wurde zu seinem ersten Leiter gewählt und übte dieses Amt bis zum Jahr 1912 aus. Der ARAW gilt als der weltweit erste organisierte Bergrettungsdienst, als Vorbild für gleichartige Organisationen in anderen Städten und als Vorläuferorganisation des heutigen Österreichischen Bergrettungsdienstes.
Heinrich Krempel ist Autor des Buches „Apachenfahrten“ und war oft auch bei den anderen Alpinen Vereinen eingeladen, um von seinen Bergfahrten zu berichten. Sein humorvoller Vortragsstil garantierte stets volle Säle.
Krempel starb am 26. Dezember 1935 an den Folgen eines im Frühjahr erlittenen Verkehrsunfalls. 1937 wurde die erste rein dem Bergrettungsdienst gewidmete Hütte Österreichs errichtet. Sie liegt am Hochschneeberg und erhielt den Namen „Heinrich-Krempel-Hütte“.